# Oô
Oô település Franciaországban, Haute-Garonne megyében. Lakosainak száma 103 fő (2022. január 1.). Oô Garin, Germ, Cazeaux-de-Larboust, Gouaux-de-Larboust és Loudenvielle községekkel határos.

## Népesség
A település népességének változása:
| Lakosok száma | 103  | 106  | 105  | 104  | 100  | 91   | 92   | 101  | 102  | 103  |
|               | 1968 | 1982 | 1990 | 2006 | 2013 | 2015 | 2017 | 2019 | 2020 | 2022 |